# City of Borders
City of Borders ist ein US-amerikanischer Dokumentarfilm aus dem Jahr 2009. Er handelt von sechs queeren Personen, die regelmäßig die Shushan besuchten, die damals einzige Schwulenbar der Stadt Jerusalem. Hierbei wird auf den Alltag der Betroffenen eingegangen, die in ihrem Heimatland oft mit religiös-konservativen Anfeindungen konfrontiert werden und sich zum Teil für die Rechte der LGBT-Gemeinschaft einsetzen.
Der Film behandelt zudem am Beispiel eines lesbischen und eines schwulen Paares den Nahostkonflikt, weil die betreffenden Paare aus jeweils einer jüdischen und einer arabischen Person zusammengesetzt sind, sowie die damit verbundenen Vorbehalte aus den jeweiligen Gemeinschaften.
Der Film feierte seine internationale Uraufführung auf den Internationalen Filmfestspielen Berlin 2009, in den Vereinigten Staaten war er zum ersten Mal am 26. April auf dem San Francisco International Film Festival zu sehen und war danach auch Teil des Programms weiterer Filmfestivals wie dem Outfest sowie der Viennale.

## Handlung
Der Film stellt von 2005 bis 2007 mehrere Stammgäste der Shushan vor, zum Dreh-Zeitpunkt einzige Schwulenbar in Jerusalem, die mit gesellschaftlichen und familiären Anfeindungen aufgrund ihrer sexuellen Orientierung zu kämpfen haben. Vorher werden Mitglieder der LGBT-Gemeinschaft aus der Nachbarstadt Tel Aviv-Jaffa interviewt, die als „Queere Hauptstadt des Nahen Ostens“ gilt. Diesen sind die Anstrengungen der Gemeinde in Jerusalem für mehr Akzeptanz gleichgültig, da das Unterfangen ohnehin sinnlos sei. Einige werfen den Aktivisten in Jerusalem vor, die Lage von LGBT-Personen im gesamten Land durch ihre Aktionen zu verschlechtern.
Der erste Porträtierte ist der säkulare Sa'ar Netanel, erster offen homosexueller Politiker im Stadtrat. Seine Ziele sind vor allem eine erhöhte Sichtbarkeit der örtlichen LGBT-Gemeinschaft sowie die Errichtung sicherer Treffpunkte für queere Personen, an denen sie sich frei entfalten und ausdrücken können. Er hat zu diesem Zweck die Shushan eröffnet, deren Gäste sie als einzigen Ort bezeichnen, an dem sie nicht mit Diskriminierungen konfrontiert werden und sich für ihre Sexualität nicht rechtfertigen müssen, weswegen dort auch viele Araber und Juden Freundschaften oder Beziehungen anfangen, weil sie sich wegen der negativen Reaktionen ihrer jeweiligen Gemeinschaften aufgrund ihrer Sexualität einander verbunden fühlen. Vor der Bar demonstrieren regelmäßig fundamentalistische Christen, Juden und Muslime gemeinsam, die Homosexualität als schwere Sünde bezeichnen, gelegentlich kommt es auch zu schwereren Angriffen auf die Bar, unter anderem einem Brandanschlag.
Netanel hat als einer der wenigen offen schwulen Politiker und Betreiber der Shushan schon mehrmals Morddrohungen sowie mit Chemikalien präparierte Pakete erhalten, zudem wird seine Telefonnummer oft in ultra-orthodoxen Zeitungen veröffentlicht, die zu seiner Tötung aufrufen. Er wird selbst bei seiner Arbeit von konservativen Kollegen und Mitarbeitern des Stadtrats direkt homophob beleidigt. Auch seine Mutter bekommt häufig Anrufe von Personen, die ihren Sohn als krank und „schlimmer als Tiere“ bezeichnen, viele werfen ihm auch Blasphemie vor. Aus diesem Grund trat Netanel schließlich nach mehreren Jahren von seinem Posten im Stadtrat zurück, zudem musste er aufgrund finanzieller Probleme die Shushan 2007 wieder schließen, worauf er nach Tel Aviv zog.
Der nächste Stammgast ist der junge, gläubige Palästinenser Boody aus Ramallah. Er schleicht sich regelmäßig heimlich über die Grenze, um in der Shushan als Dragqueen Miss Haifa aufzutreten. Als ältestes Kind seiner Familie zwang er sich dazu, seine Homosexualität gegenüber sich selbst zu leugnen, um seinen Geschwistern ein gutes Vorbild zu sein. In der Gegenwart weiß seine Familie von seiner Homosexualität, die er jahrelang vor ihnen verbarg. Vor allem seine Mutter hat aber große Schwierigkeiten damit, ihren Sohn vorbehaltlos zu akzeptieren. Obwohl sie Boodys Tätigkeit als Travestiekünstlerin unterstützt, glaubt sie, dass er sich seine sexuelle Orientierung nur einbilde, und wünscht sich eine Ehe ihres Sohnes mit seiner in den USA lebenden Cousine. Wie Netanel erfährt Boody regelmäßig Anfeindungen in seiner Heimatstadt, die bis hin zu Morddrohungen reichen, weswegen er Angst um sein Leben hat und sich oft nicht traut, das Haus zu verlassen. Er wandert nach einiger Zeit schließlich in die Vereinigten Staaten aus und trifft dort auf seinen Landsmann Tarek, mit dem er sich verlobt.
Schließlich fokussiert sich die Handlung auf zwei Paare. Die beiden Frauen Samira und Ravit sind seit vier Jahren zusammen, sie haben sich in einem Krankenhaus kennen gelernt, in dem sie als Krankenschwester beziehungsweise Ärztin arbeiten. Weil Samira Palästinenserin und Ravit Jüdin ist, kommt es zwischen den beiden gelegentlich zu Spannungen in ihrer Beziehung, zudem sind in ihren Kulturen sowohl Homosexualität als auch romantische Verbindungen zwischen Arabern und Juden tabuisiert. Obwohl ihre Beziehung sowohl in der israelischen Gesellschaft als auch in ihren eigenen Familien kritisiert wird, bleiben Samira und Ravit ein Paar. Sie engagieren sich zudem politisch nicht nur für die LGBT-Gemeinschaft, sondern auch für die Zweistaatenlösung.
Der junge, säkulare Jude Adam Russo baut ein Wohnhaus in der von Zäunen umgebenen Siedlung im Westjordanland, in der er aufwuchs, und führt eine Beziehung mit dem Palästinenser Amit, den er in der Shushan kennen lernte. Im Jahr 2005 wurde er von Yishai Schlissel, einem ultra-orthodoxen Juden, auf der Jerusalem Gay Pride durch mehrere Messerstiche verletzt. Seitdem fungiert er als Sprecher für den Umzug und sorgt als Mit-Organisator dafür, dass die Feierlichkeiten trotz zahlreicher Anfeindungen jedes Jahr reibungslos stattfinden können. Er berichtet von seiner oft gefährlichen Arbeit, so fand 2006 die Gay Pride aus Angst vor Angriffen an einem anderen Ort statt, allerdings kam es dennoch zu Ausschreitungen, als Gegner der Veranstaltung trotzdem randalierten und Brände legten.

## Produktion
Yun Suh, die amerikanisch-koreanische Regisseurin des Films, kam erstmals mit der israelischen LGBT-Gemeinschaft in Kontakt, als sie 2001 für einen Bericht des Radiosenders Pacifica Radio als Reporterin in das Land reiste. Dort angekommen hörte sie von einer queerfreundlichen Bar in Jerusalem, über die sie mehr erfahren wollte. Nachdem sie die Shushan mit ihren Gästen kennen lernte, begab sie sich in den Jahren darauf für weitere Sender, unter anderem KRON-TV, erneut in das Land. Obwohl sie keinerlei Erfahrungen mit Filmemachen hatte, beschloss sie 2005, einen Dokumentarfilm über dieses Thema zu drehen. Dabei sei es ihr wichtig gewesen, Homosexualität in Israel auch aus ethnischen und religiösen Blickwinkeln zu betrachten, zudem wollte sie sich nicht wie in vielen Dokumentarfilmen üblich auf Differenzen, sondern Gemeinsamkeiten zwischen sowie den Wunsch nach Zugehörigkeit und Akzeptanz verschiedener Personengruppen konzentrieren.
Suh behandelte in der Produktion zudem den Nahostkonflikt, weil sie beide Seiten verstehen könne. In ihrer Kindheit in Südkorea habe sie eine Gesellschaft selbst miterlebt, deren Mitglieder einerseits das Gefühl hatten, von einem anderen Volk schikaniert worden zu sein (Japaner aufgrund der Annexion von 1910 bis 1945) und andererseits vor einem weiteren Volk Angst hatten (Nordkoreaner wegen an Südkorea gerichtete Drohungen nach dem Koreakrieg). Deswegen fokussierte sie sich im Film auf zwei Paare, die aus jeweils einer arabischen und einer jüdischen Person bestanden.
Laut Suh habe ihre Nationalität bei den Dreharbeiten einen Vorteil dargestellt, da viele Interviewpartner bereit waren, mit ihr als Ausländerin und somit Außenstehende entspannt zu reden. Dafür habe es auch Probleme gegeben, so befürchtete sie, als sie die Mutter eines Porträtierten nach seiner Homosexualität befragte und diese seine sexuelle Orientierung bestritt, aus dem Haus der Familie, in dem Suh übernachtete, rausgeworfen zu werden, was allerdings nicht eintrat. Zudem seien sie und ihre Kamerafrau bei einer Anti-Homosexuellen-Demonstration mit Lebensmitteln beworfen worden, ein Mann habe auf die Kamera eingeschlagen. In der Shushan weigerten sich mehrere Personen, mit Suh zu sprechen, andere stellten sich vor religiöse Gäste, um deren Anonymität zu wahren.
Der im Film dargestellte palästinensische Travestiekünstler Boody Quran wanderte nach den Dreharbeiten aufgrund wiederholter homophober Angriffe zunächst nach Europa und schließlich Rocky River im US-Bundesstaat Ohio aus, seine Mutter und eine Schwester zogen später nach. Nach eigener Aussage wirkte er am Film mit, da er der Welt die Situation der israelischen LGBT-Gemeinschaft aufzeigen wollte. Er lobte auch Suh, weil sie queere Personen ermutigt habe, offen zu sein und ihr Leben zu genießen. Quran gab in einem Interview 2010 mit der Zeitung The Plain Dealer an, nur kurz in den USA als Dragqueen weitergearbeitet zu haben und sich stattdessen seitdem auf andere künstlerische Tätigkeiten zu konzentrieren. Er wohnte zudem der Premiere von City of Borders auf dem Cleveland International Film Festival zusammen mit seiner Mutter bei, die ebenfalls im Film zu sehen war.

## Veröffentlichung
Der Film war international zum ersten Mal im Februar 2009 auf der Berlinale zu sehen. Im selben Jahr wurde die Produktion auch auf anderen Filmfestivals aufgeführt, beispielsweise auf dem Outfest, San Francisco International Film Festival, Seattle International Film Festival sowie der Viennale. 2010 war City of Borders Teil des Programms des Palm Springs International Film Festival.

## Rezeption

### Kritikerstimmen
Dennis Harvey schrieb in der Variety, dass der gut gemachte Film trotz seiner kurzen Laufzeit aufgrund der ordentlichen Mischung verschiedener Persönlichkeiten sowie seiner Balance zwischen öffentlichen und privaten Konflikten der Porträtierten umfassend wirke. Zudem behalte er die hartnäckig optimistische Einstellung der gezeigten Personen trotz der Hürden und Rückschläge, mit denen sie häufig konfrontiert werden, bei. David Lamble beschrieb die Produktion in der Bay Area Reporter als grandiose, dokumentarische Episode aus dem Alltag. Der Film sei erfreulich, gleichzeitig aber auch herzzerreißend. Er umgehe das emotionale Geplapper über die unterschiedlichen Ansichten zur Zweistaatenlösung und präsentiere stattdessen das gnadenlose Wesen einer für Araber und Juden queerfeindlichen Welt. Für Jack Coulston von BN1 sei der Film eine faszinierende Erkundung des Schnittpunkts von Identitätsgefühl und der Wichtigkeit queerer Treffpunkte in Jerusalem, die Schicksale der einzelnen Porträtierten seien beeindruckend, berührend und bedeutsam. Letztlich biete City of Borders trotz einiger trostloser Momente Hoffnung für die Zukunft. Joseph Erbentraut bezeichnete die Produktion in der Chicagoist als phänomenal intime Dokumentation, die ihr Publikum auf mehreren Ebenen herausfordere. Die Beobachtung des Alltags der Porträtierten erlaube einen Blick auf die vielen Grenzen, die weltweit vielen Menschen den Weg zu wahrer Gleichheit versperrten.

### Auszeichnung
Auf der Berlinale erhielt City of Borders als Sieger des Leserpreises Else der Siegessäule einen Teddy Award.